# Euprosopia subacuta
Euprosopia subacuta är en tvåvingeart som beskrevs av Mcalpine 1973. Euprosopia subacuta ingår i släktet Euprosopia och familjen bredmunsflugor. Inga underarter finns listade i Catalogue of Life.